# Futaleufú (Chili)
Futaleufú is een gemeente in de Chileense provincie Palena in de regio Los Lagos. Futaleufú telde 2.623 inwoners in 2017.